# Africa Festival

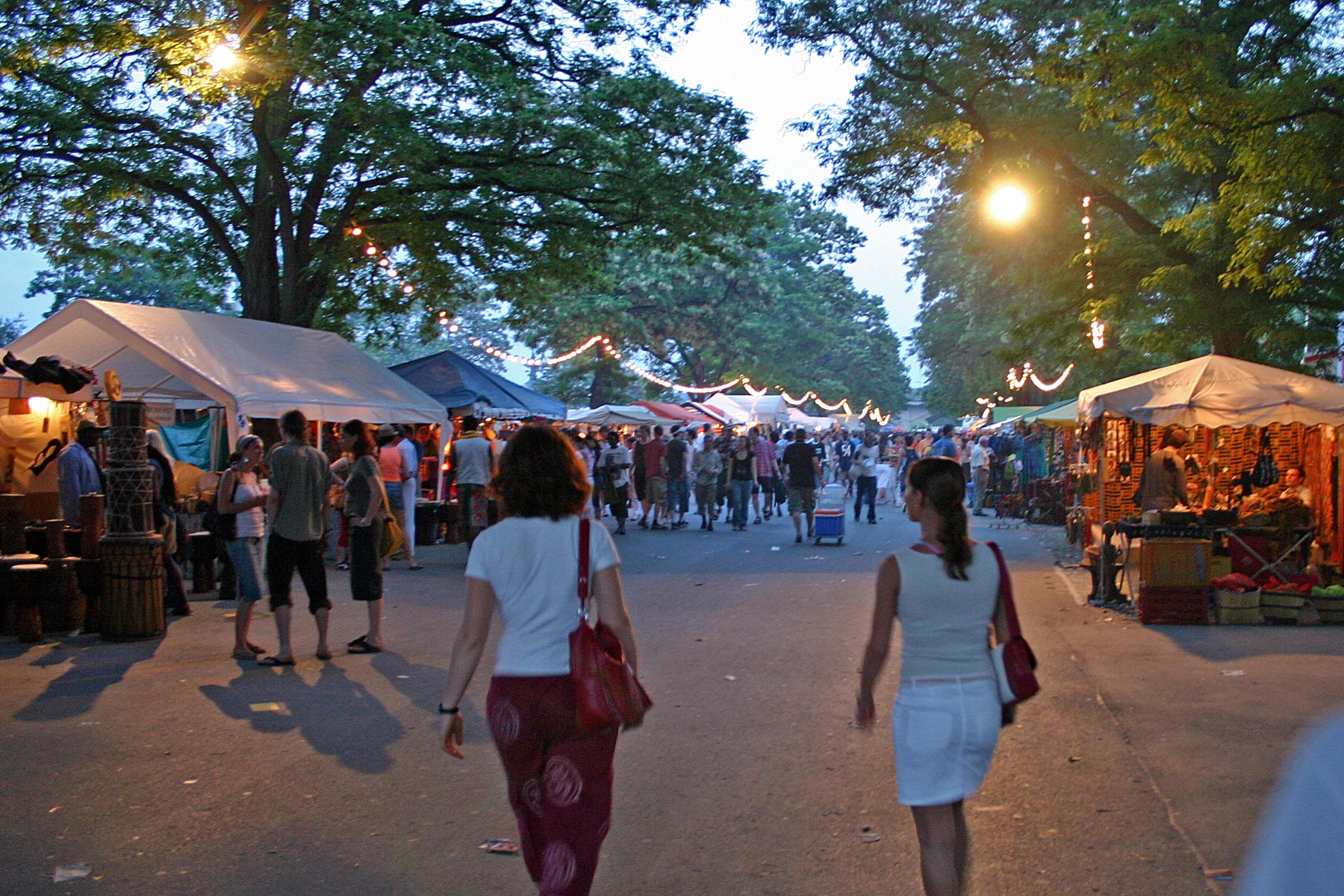
Africa Festival im Mai 2005

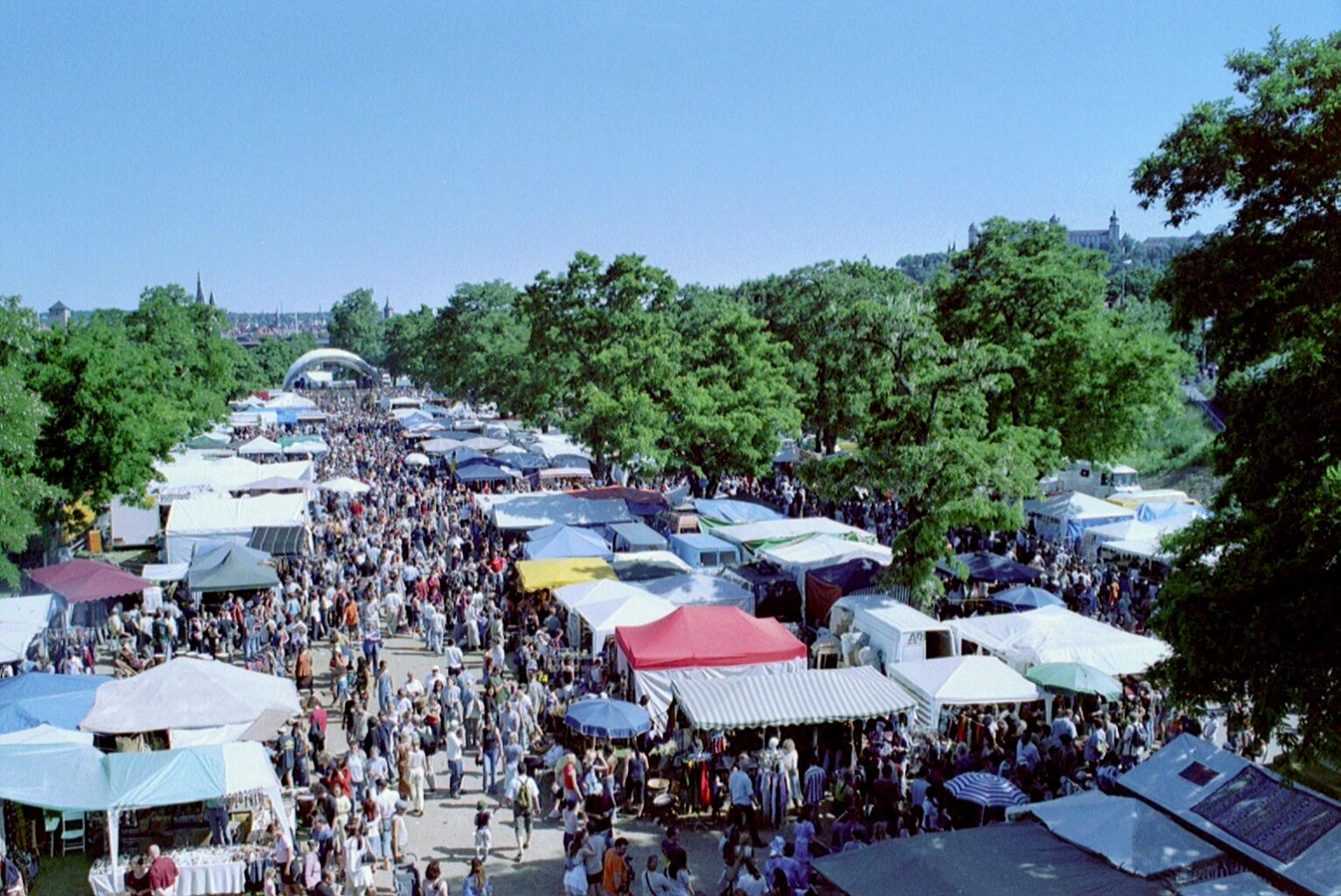
Africa Festival 2002

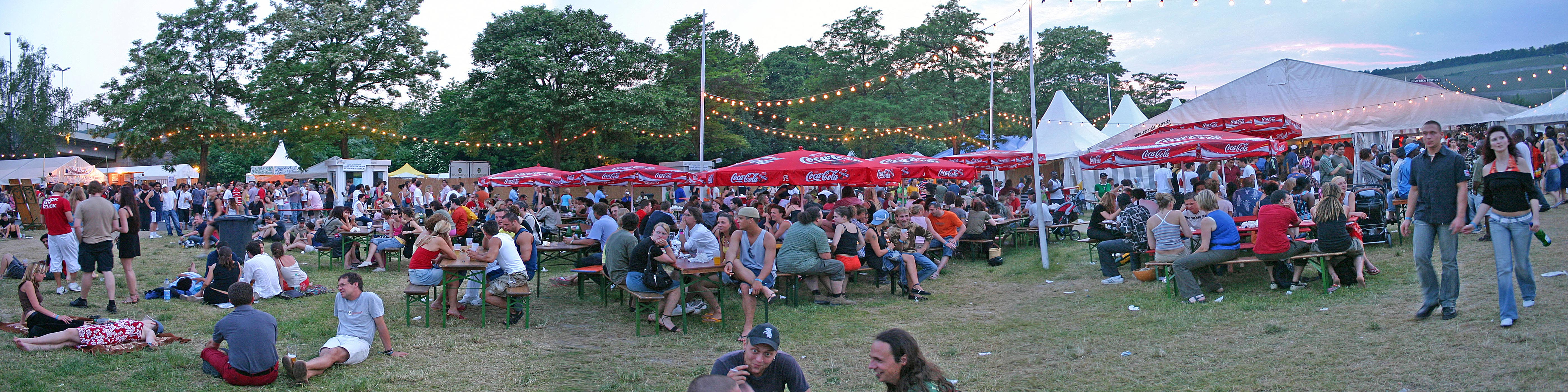
Africa Festival im Mai 2005

Das Africa Festival in Würzburg ist eine Veranstaltung zur Kultur und Musik des afrikanischen Kontinents. Es wurde 1989 vom Würzburger Afro Projekt, einer Arbeitsgemeinschaft zur Förderung afrikanischer Kultur in Deutschland, ins Leben gerufen. Das Africa Festival gilt derzeit als das größte Festival dieser Thematik in Europa. In den letzten Jahren konnten jeweils über 120.000 Besucher gezählt werden.

## Seit 1989
Die Veranstaltung beginnt immer in der letzten Maiwoche und fand bis 2012 auf den Talavera-Mainwiesen Würzburgs statt. Im Jahr 2013 musste das Festival wegen Hochwasser abgesagt werden. Die Veranstalter kündigten daraufhin an, das Festival zukünftig an anderer Stelle stattfinden zu lassen. Derzeit findet das Fest in der Mainaustrasse statt.

## Schwerpunkt
Der Schwerpunkt des Festivals liegt auf Musik. Tagsüber finden bereits auf verschiedenen Bühnen Musikvorstellungen traditioneller und zeitgenössischer Art statt. Auch „weiße“ Bands mit afrikanisch inspirierter Musik tragen dazu bei, so dass insgesamt meist über 200 Musikgruppen anwesend sind. Der Glanzpunkt der musikalischen Auftritte ist jedoch jeweils ein Konzert am Abend in einem Zirkuszelt. Hier begegnen die Besucher weltweit bekannten Interpreten. So traten im Jahr 2003 beispielsweise jeweils abendfüllend der malische Sänger Salif Keita, der Reggaesänger Alpha Blondy und der Raïsänger Cheb Mami auf.  Im nächsten Jahr lag einer der inhaltlichen Schwerpunkte auf Südafrika mit Miriam Makeba, dem „South Africa’s King of Reggae“ Lucky Dube und Mzekezeke zusammen mit der Kwaito-Band Brown Dash, einer der jungen Hip-Hop-Bands aus den Townships.
Umrahmt werden diese Veranstaltungen von einem weitläufigen afrikanisch gefärbten Basar, in dem in Zelten afrikanische Musikinstrumente, CDs, antiker Schmuck, farbenprächtige Gewänder und europäisierte afrikanische Speisen angeboten werden.

## Politik
Hatten die Organisatoren in den ersten Jahren Abstand von politischen Aussagen genommen, wird mittlerweile jedes Jahr das Festival unter ein Motto gestellt. So wurde 2007 die Krankheit Aids durch Ausstellungen und Informationsveranstaltungen thematisiert. Der „schwarze Atlantik“ war 2008 der musikalische Schwerpunkt. Das 21. Festival fand vom 29. Mai bis 1. Juni 2009 statt. Am 21. Mai 2010 fand das 22. Afrikafestival statt; Schwerpunkt war Südafrika, das Austragungsland der Fußball-Weltmeisterschaft 2010. Im Jahre 2013 jährte sich das Africa Festival zum 25. Mal. Für das Jubiläum wählte man den Schwerpunkt Mali.
2015 fand zwischen dem 4. und 7. Juni die 27. Auflage des Africa Festivals statt. Die Schwerpunktthemen waren Sansibar und Nordafrika.

## Absage wegen Corona
Das Africa Festival 2019 fand vom 30. Mai bis 2. Juni statt. Das 32. Africa Festival war vom 29. Mai bis 1. Juni 2020 geplant und wurde aufgrund der COVID-19-Pandemie abgesagt. 

## Besucherzahlen
Insgesamt haben bis 2014 über 2.587.000 Menschen das Africa Fest in Würzburg an den Mainwiesen besucht:
| Jahr | Teilnehmer | Schwerpunkt           | Besonderes                                |
| ---- | ---------- | --------------------- | ----------------------------------------- |
| 1989 | 600        |                       | 1. Africa Festival                        |
| 2003 | 120.000    |                       | 30 °C                                     |
| 2004 | 120.000    |                       |                                           |
| 2005 | 120.000    |                       |                                           |
| 2006 | 70.000     |                       | Kälte und Regen                           |
| 2007 | 80.000     | Aids                  | Regen und Hitze                           |
| 2008 |            |                       | Eröffnung durch Frank-Walter Steinmeier   |
| 2010 | 100.000    | Südafrika             | Fussball-WM in Südafrika                  |
| 2011 | 85.000     |                       | heftiges Gewitter an einem Tag            |
| 2012 |            | Kapverden + Senegal   |                                           |
| 2013 | 25.000     | Mali                  | Abbruch am 2. Tag wegen Mainhochwasser    |
| 2014 | 120.000    | Inseln                |                                           |
| 2015 | 80.000     | Sansibar + Nordafrika |                                           |
| 2016 |            | Kuba                  |                                           |
| 2017 |            | Kapverden             |                                           |
| 2018 | 90.000     |                       | Eröffnung durch Frank-Walter Steinmeier   |
| 2019 | 25.000     |                       |                                           |
| 2020 | -          |                       | ausgefallen wegen Corona                  |
| 2021 | 2.600      |                       | Corona Hygiene-Konzept                    |
| 2022 |            |                       | vom 26. bis 29. Mai 2022 auf der Talavera |
| 2023 |            |                       |                                           |
| 2024 | > 25.000   |                       |                                           |
| 2025 |            |                       | geplant für 29. Mai bis 1. Juni 2025      |